# Saint Etienne (zespół muzyczny)
Saint Etienne – brytyjska grupa muzyczna założona w 1988, grająca muzykę zaliczaną do nurtów indie dance, alternative rock i synth pop. Wokalistką zespołu jest Sarah Cracknell (ur. 12 kwietnia 1967 w Chelmsford, Essex). Poza nią do stałego składu zespołu zaliczają się: były dziennikarz muzyczny Bob Stanley (ur. 25 grudnia 1964) oraz Pete Wiggs (ur. 15 maja 1966). Nazwa zespołu pochodzi od francuskiego klubu piłkarskiego AS Saint-Étienne.

## Dyskografia

### Albumy studyjne
| Rok  | Tytuł                     | Label             |
| ---- | ------------------------- | ----------------- |
| 1991 | Foxbase Alpha             | Heavenly Records  |
| 1993 | So Tough                  | Heavenly Records  |
| 1994 | Tiger Bay                 | Heavenly Records  |
| 1998 | Good Humor                | Creation Records  |
| 2000 | Sound of Water            | Mantra Records    |
| 2002 | Finisterre                | Mantra Records    |
| 2005 | Tales from Turnpike House | Sanctuary Records |

### Kompilacje
| Rok  | Tytuł                                  |
| ---- | -------------------------------------- |
| 1993 | You Need a Mess of Help to Stand Alone |
| 1995 | Fairy Tales from Saint Etienne         |
| 1995 | Too Young to Die – The Singles         |
| 1996 | Casino Classics                        |
| 1997 | Continental                            |
| 2001 | Interlude                              |
| 2001 | Smash the System: Singles and More     |
| 2005 | Travel Edition 1990-2005               |
| 2005 | Smash the System: Singles 1990-99      |
| 2008 | Boxette                                |
| 2008 | London Conversations                   |